# Dysphotische Zone
Die dysphotische Zone, auch diphotische Zone oder Dämmerzone, ist in Gewässern der schwach durchleuchtete Tiefenbereich des Mesopelagials, der sich an die euphotische Zone anschließt. Hier ist keine effektive Photosynthese mehr möglich. Jedoch ist noch ausreichend Licht sichtbarer Wellenlängen vorhanden, um den hier lebenden Tieren das Sehen und Orientierungsbewegungen (Phototaxis) zu ermöglichen. Die Tiere der dysphotischen Zone ernähren sich, mangels Phytoplankton, entweder carnivor, also von anderen Tieren, oder detritivor, von abgestorbenem organischen Material (Meeresschnee). In der Dämmerzone finden sich besonders viele biolumineszente Organismen.
Der Tiefenbereich der dysphotischen Zone hängt von der Klarheit der Gewässer ab, sie kann in trüben Küstengewässern schon in weniger als 1 m Tiefe beginnen. In klarstem ozeanischem Wasser beginnt die dysphotische Zone in einer maximalen Tiefe von 200 m und endet bei maximal 1000 m. Unterhalb dieser Zone ist kein Licht mehr nachzuweisen und es beginnt die aphotische Zone.